# Calle León y Castillo
La calle León y Castillo es una calle de Las Palmas de Gran Canaria, España. Debe su nombre al político grancanario de finales del siglo XIX, Fernando León y Castillo, promotor del Puerto de Las Palmas.

## La calle
León y Castillo es una de las principales arterias de la ciudad que conecta los barrios de Triana y La Isleta, también es la calle que define la constitución urbana de los barrios aledaños a esta, tales como Arenales, Ciudad Jardín, Alcaravaneras y Santa Catalina-Canteras. Hasta los años 1970 fue la principal calle litoral de la ciudad hasta la construcción de la Avenida Marítima, aunque hubiera varias calles que la resguardaran como la calle Quince de Noviembre o la calle Venegas.

## Historia
Su recorrido es paralelo al litoral este de la ciudad de Las Palmas. En su origen fue un camino real que conectaba el casco urbano (que antes del siglo XX se reducía a los actuales barrios de Vegueta y Triana) con el fondeadero de la bahía de La Isleta. 
En primer lugar, la calle como tal solo existía entre el Parque San Telmo y la Plaza de la Feria, que en el siglo XIX estaba en zona de extramuros y donde actualmente se encuentra la Comandancia de la Marina. La calle fue conocida en sus orígenes como Paseo de Antonio Alvarado. Actualmente, Antonio Alvarado da nombre a otra calle paralela a la misma que transcurre entre ambas plazas y que se denominaba Calle La Constancia. Es en esta Plaza de La Feria donde se iniciaba un camino real rumbo a La Isleta y que tras la construcción del puerto fue adoquinada y adaptada para ser urbanizada, además de instalarse sobre ella el nuevo tranvía en 1895. Esta calle entre Plaza La Feria y Parque Santa Catalina se denominaba Paseo de Las Victorias hasta finales del siglo XIX cuando los dos tramos obtuvieron el nombre actual de León y Castillo.
La inauguración del Puerto de La Luz provocó el desplazamiento de las actividades portuarias del Muelle de Las Palmas en Triana hacia el norte, lo que produciría una expansión urbana en las proximidades al nuevo puerto.  

## Lugares de interés
Debido a la importancia de esta calle, en sus aledaños se han establecido inmuebles de gran importancia. Dos de los hoteles más característicos de la ciudad se asentaron en esta calle tales como el Hotel Santa Catalina o el Hotel Métropole, que posteriormente se acabó convirtiendo en las oficinas municipales del Ayuntamiento de Las Palmas de Gran Canaria. También se encuentran en esta calle las oficinas del Banco de España en Las Palmas, la Delegación del Gobierno en Canarias, la Comandancia de Marina (estas dos últimas se encuentran en la Plaza de La Feria), la Presidencia del Gobierno de Canarias y la Base Naval. 
Además, todavía quedan vestigios de su pasado industrial como la Fábrica de Tabacos La Regenta, que acabó convirtiéndose en Centro de Arte La Regenta y una chimenea de una fábrica panadera que se encuentra en la trasera de esta calle y que solo es visible desde la Plaza de La Feria.
Por otra parte, varios edificios emblemáticos se encuentran en esta calle, tales como el Edificio Campo España, la Torre Las Palmas o la Casa del Mar.